# Gyrohypsoma sterrha
Gyrohypsoma sterrha är en fjärilsart som beskrevs av Otto Staudinger 1888. Gyrohypsoma sterrha ingår i släktet Gyrohypsoma och familjen nattflyn. Inga underarter finns listade i Catalogue of Life.